# 陶昌善

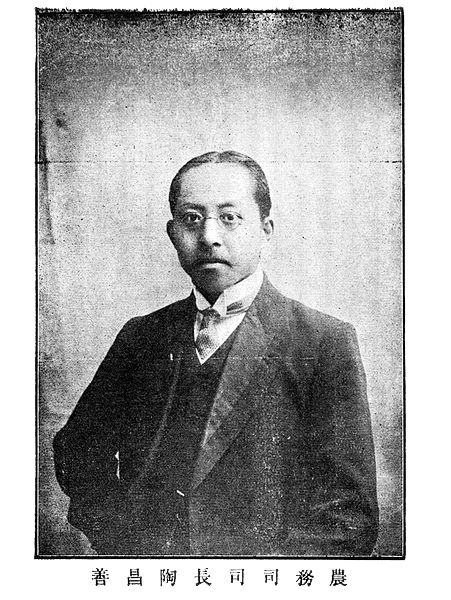

陶昌善（1879年—?）字俊人，浙江嘉兴人。中华民国官员。

## 生平
陶昌善毕业于日本北海道帝国大学农科。民国元年（1912年）3月，任南京临时政府实业部农政司司长。同年7月，任北京政府农林部农林司司长。民国3年（1914年）1月，任农商部农林司司长。民国6年（1917年）9月，任吉林省实业厅厅长。民国9年（1920年），任中央农事试验场场长。民国14年（1925年），任农商部秘书兼国立北京大学农学院教务长。后来，他担任国民政府考试院编撰。民国18年（1929年）任国民政府财政部北平印刷局局长。民国27年（1938年）8月，任国民政府财政部公债司司长。
抗日战争期间，陶昌善迁居香港。民国30年（1941年）2月去职，到上海居住。
中华人民共和国成立前夕，陶昌善逝世。

## 著作
- 《吉林矿务纪要》